# Vysoká (Boêmia Central)
Vysoká é uma comuna checa localizada na região da Boêmia Central, distrito de Mělník.